# 드미트리우스 작전
드미트리우스 작전(Operation Demetrius)이란 영국 육군이 1971년 8월 9일에서 10일까지 북아일랜드에서 수행한 작전이다. 아일랜드 공화국군(IRA)와 연루된 것으로 의심되는 사람 342명을 대거 체포하여 재판도 없이 구속했다. 이 작전은 북아일랜드 정부가 제안하여 영국 정부가 승인한 것으로서, 무장 군인들이 북아일랜드 곳곳을 급습하였다. 그 과정에서 민간인 20명, IRA 요원 2명, 영국 군인 2명이 사망했다.
체포된 사람들은 모두 천주교를 믿는 아일랜드 민족주의자들이었다. 그러나 정보 실패로 인해 체포된 사람 중 다수는 IRA와 무관한 사람들이었다. 북아일랜드 분쟁에서 아일랜드 민족주의자 뿐 아니라 개신교를 믿는 얼스터 왕당주의 준군사조직들도 폭력사태에 분명 책임이 있는데도 불구하고, 왕당파들은 단 한 명도 이 사단에 휩쓸리지 않았다.